# Диркмат, Меган
Меган Диркмат (англ. Megan Dirkmaat; род. 3 мая 1976, Сан-Хосе, Калифорния) — американская гребчиха, выступавшая за сборную США по академической гребле в период 1999—2007 годов. Серебряная призёрка летних Олимпийских игр в Афинах, чемпионка мира, победительница многих регат национального и международного значения.

## Биография
Меган Диркмат родилась 3 мая 1976 года в Сан-Хосе, штат Калифорния.
Заниматься академической греблей начала в 1993 году, состояла в гребной команде во время обучения в Калифорнийском университете в Беркли. Позже проходила подготовку в Гребном тренировочном центре Соединённых Штатов в Принстоне.
Дебютировала на взрослом международном уровне в сезоне 1999 года, когда вошла в основной состав американской национальной сборной и побывала на этапе Кубка мира в Люцерне, где в распашных рулевых восьмёрках квалифицировалась в утешительный финал B.
В 2001 году на чемпионате мира в Люцерне заняла четвёртое место в восьмёрках.
В 2002 году в безрульных двойках финишировала пятой на этапе Кубка мира в Люцерне, тогда как на мировом первенстве в Севилье в той же дисциплине была далека от призовых позиций.
На этапе Кубка мира 2003 года в Мюнхене одержала победу в восьмёрках, в то время как на чемпионате мира в Милане пришла к финишу пятой.
В 2004 году в восьмёрках отметилась победами на этапах Кубка мира в Мюнхене и Люцерне. Благодаря череде удачных выступлений удостоилась права защищать честь страны на летних Олимпийских играх 2004 года в Афинах — в составе восьмёрки, где присутствовали гребчихи Кейт Джонсон, Анна Микельсон, Саманта Мэги, Элисон Кокс, Лорел Корхольц, Кэрин Дэвис, Лианн Нельсон и рулевая Мэри Уиппл, показала в финале второй результат, отстав почти на две секунды от победившей команды Румынии, и таким образом стала серебряной олимпийской призёркой.
После афинской Олимпиады Диркмат осталась в составе гребной команды США на ещё один олимпийский цикл и продолжила принимать участие в крупнейших международных регатах. Так, в 2005 году в восьмёрках она выиграла бронзовую медаль на этапе Кубка мира в Мюнхене и заняла четвёртое место на мировом первенстве в Гифу.
В 2007 году в распашных безрульных четвёрках одержала победу на чемпионате мира в Мюнхене. Вскоре по окончании этих соревнований приняла решение завершить спортивную карьеру.